# Corey Oates

a Compétitions nationales et continentales officielles uniquement.

b Matchs officiels uniquement.
Corey Oates, né le 20 octobre 1994 à Biloela (Australie), est un joueur de rugby à XIII australien évoluant au poste d'ailier, de centre ou de deuxième ligne. Il fait ses débuts en National Rugby League (« NRL ») avec les Broncos de Brisbane lors de la saison 2013. Devenu un titulaire au poste d'ailier à Brisbane, il dispute notamment au cours de sa carrière la finale de NRL en 2015 perdue contre les Cowboys de North Queensland. Lors de la saison 2016, il participe au titre du Queensland dans le State of Origin.

## Biographie
Né à Biloela dans le Queensland, Corey Oates évolue en rugby à XIII dès son plus jeune âge. Il signe aux Broncos de Brisbane et y joue avec son équipe junior. Il fait ses débuts en National Rugby League lors de la saison 2013 où il est désigné comme meilleur débutant de la franchise. Il parvient en finale de la NRL lors de la saison 2015 où il y marque un essai mais perd avec son équipe contre les Cowboys de North Queensland 16-17 dans les prolongations. Ses bonnes performances sous le maillot de Brisbane l'amènent à prendre part au State of Origin qu'il remporte en 2016 en y disputant les trois matchs au poste d'ailier.

## Palmarès
- Collectif :
  - Vainqueur du State of Origin : 2016 (Queensland).
  - Finaliste de la National Rugby League : 2015 (Broncos de Brisbane).

### En club

#### Statistiques
| Saison | Club             | Compétition           | Matchs | Points | Essais | Goals | Drops |
| ------ | ---------------- | --------------------- | ------ | ------ | ------ | ----- | ----- |
| 2013   | Brisbane Broncos | National Rugby League | 9      | 32     | 8      | -     | -     |
| 2014   | Brisbane Broncos | National Rugby League | 20     | 20     | 5      | -     | -     |
| 2015   | Brisbane Broncos | National Rugby League | 25     | 56     | 14     | -     | -     |
| 2016   | Brisbane Broncos | National Rugby League | 22     | 72     | 18     | -     | -     |
| 2017   | Brisbane Broncos | National Rugby League | 21     | 64     | 16     | -     | -     |
| 2018   | Brisbane Broncos | National Rugby League | 23     | 72     | 18     | -     | -     |
| 2019   | Brisbane Broncos | National Rugby League | 22     | 52     | 13     | -     | -     |
| 2020   | Brisbane Broncos | National Rugby League | 14     | 8      | 2      | -     | -     |
| 2021   | Brisbane Broncos | National Rugby League | 14     | 16     | 4      | -     | -     |
| 2022   | Brisbane Broncos | National Rugby League | 22     | 80     | 20     | -     | -     |
| 2023   | Brisbane Broncos | National Rugby League | 9      | 0      | 0      | -     | -     |
| 2024   | Brisbane Broncos | National Rugby League | 8      | 12     | 3      | -     | -     |